# Wereldkampioenschap voetbal 2018 (Groep A) Rusland - Saoedi-Arabië
Dit artikel gaat over de wedstrijd in de groepsfase in groep A tussen Rusland en Saoedi-Arabië die gespeeld werd op donderdag 14 juni 2018 tijdens het wereldkampioenschap voetbal 2018. Het duel was de openingswedstrijd van het toernooi.

## Voorafgaand aan de wedstrijd
- Rusland stond bij aanvang van het toernooi op de 70e plaats van de FIFA-wereldranglijst. Deze positie zorgde er in mei 2018 voor dat het land een historisch dieptepunt op deze lijst had bereikt. De notering binnen de top 10 werd gehandhaafd en in het begin van 2014 steeg het Braziliaans elftal door naar de vierde positie. In juni werd Portugal gepasseerd.[1] Daarmee is het het laagst genoteerde land dat deelneemt aan het wereldkampioenschap.
- Saoedi-Arabië staat bij aanvang van het toernooi op de 67e plaats van de FIFA-wereldranglijst.[2] Saoedi-Arabië is, op Rusland na, het laagst genoteerde land aan het begin van het wereldkampioenschap.
- De confrontatie tussen de nationale elftallen van Rusland en Saoedi-Arabië vond eenmaal eerder plaats. Ze ontmoetten elkaar eerder op 6 oktober 1993 in het Saoedi-Arabische Dammam voor een vriendschappelijke wedstrijd, die in een 4-2 winst voor Saoedi-Arabië eindigde.[3]
- Het duel vindt plaats in het Olympisch Stadion Loezjniki in Moskou. Dit stadion werd al in 1956 geopend en voor het wereldkampioenschap in de periode 2014-2017 gerenoveerd.

## Wedstrijdgegevens[4]
| Datum                | 14 juni 2018                                                                                         | 14 juni 2018                                                                                         |
| Wedstrijdnummer      | 1 | 1 |
| Stadion              | Olympisch Stadion Loezjniki, Moskou                                                                  | Olympisch Stadion Loezjniki, Moskou                                                                  |
| Toeschouwers         | 78.011                                                                                               | 78.011                                                                                               |
| Scheidsrechter       | Néstor Pitana                                                                                        | Néstor Pitana                                                                                        |
| Assistenten          | Hernan Maidana Juan Pablo Belatti                                                                    | Hernan Maidana Juan Pablo Belatti                                                                    |
| Vierde official      | Sandro Ricci                                                                                         | Sandro Ricci                                                                                         |
| Videoscheidsrechters | Massimiliano Irrati Carlos Astroza (assistent) Mauro Vigliano (assistent) Daniele Orsato (assistent) | Massimiliano Irrati Carlos Astroza (assistent) Mauro Vigliano (assistent) Daniele Orsato (assistent) |
| Man van de wedstrijd | Denis Tsjerysjev                                                                                     | Denis Tsjerysjev                                                                                     |
|                      | Rusland                                                                                              | Saoedi-Arabië                                                                                        |
| Doelpunten           | 5 | 0 |
| Gele kaarten         | 1 | 1 |
| Rode kaarten         | 0 | 0 |
| Wissels              | 3 | 3 |
| Schoten op doel      | 7 | 0 |
| Schoten naast doel   | 3 | 3 |
| Overtredingen        | 22                                                                                                   | 10                                                                                                   |
| Hoekschoppen         | 6 | 2 |
| Buitenspel           | 3 | 1 |
| Vrije trappen        | 11                                                                                                   | 25                                                                                                   |
| Balbezit (%)         | 40                                                                                                   | 60                                                                                                   |

| Rusland | 5 – 0           | Saoedi-Arabië |
| (Aleksandr Golovin) Joeri Gazinski 12' (Roman Zobnin) Denis Tsjerysjev 43' (Aleksandr Golovin) Artjom Dzjoeba 71' (Artjom Dzjoeba) Denis Tsjerysjev 90+1' Aleksandr Golovin 90+4'      | goals (assists) | |
| Stanislav Tsjertsjesov | bondscoach      | Juan Antonio Pizzi |
| Igor Akinfejev Mário Fernandes Ilja Koetepov Sergej Ignasjevitsj Joeri Zjirkov Aleksandr Samedov 64' Joeri Gazinski Alan Dzagojev 24' Roman Zobnin Aleksandr Golovin Fjodor Smolov 70' | opstellingen    | Abdullah Al-Mayouf Mohammed Al-Breik Osama Hawsawi Omar Hawsawi Yasser Al-Shahrani Taisir Al-Jassim 64' Abdullah Otayf Salman Al-Faraj 74' Yahya Al-Shehri 84' Mohammad Al-Sahlawi Salem Al-Dawsari |
| Denis Tsjerysjev 24' Daler Koezjajev 64' Artjom Dzjoeba 70' | wissels         | 64' Fahad Al-Muwallad 74' Hattan Bahebri 85' Muhannad Assiri |
| Aleksandr Golovin 88' | gele kaarten    | 90+3' Taisir Al-Jassim |
| | rode kaarten    | |